# Duhovna ritmična glasba
Duhovna ritmična glasba, s kratico DRG, je zvrst sodobne popularne glasbe, ki se tematsko osredotoča na krščanstvo. Včasih je v uporabi tudi izraz slavilna glasba, saj se nanaša na slavljenje Boga, kot taka pa je prisotna tudi pri bogoslužju. Izraz duhovna ritmična glasba je krovni oziroma nadpomenski. Pod njega spadajo vse zvrsti običajne popularne glasbe, kot so pop, rock, hip hop, jazz, metal in druge. Izvajalci prirejajo koncerte, na katerih ni pomembno samo izvajanje glasbe, ampak tudi slavljenje, molitvena drža. Cilj je doživeti Boga skozi glasbo. Znani so tudi glasbeni festivali.

## Zastopanost v Ameriki
Začetki duhovne ritmične glasbe segajo v 60. leta 20. stoletja v Ameriko in imajo korenine v Jezusovem gibanju (angleško Jesus movement). Čeprav so tedaj že izšli albumi, ki so vsebovali krščansko glasbo s sodobnim zvenom, sta bila leta 1969 posneta dva albuma, ki se smatrata za prva, ki v celoti vsebujeta "jezusovski rock": Upon This Rock, posnel Larry Norman, in Mylon - We Believe, posnel Mylon LeFevre. Med pionirje gibanja se štejejo tudi 2nd Chapter of Acts, Andraé Crouch and the Disciples, Evie, Nancy Honeytree, The Imperials, Love Song, Barry McGuire in Petra. Majhna krščanska glasbena kultura se je v 80. razrasla v miljone dolarjev vredno glasbeno industrijo. Mnogo DRG glasbenikov, kot so Amy Grant, DC Talk, Michael W. Smith, Stryper in Jars of Clay so dosegli mednarodni uspeh na top 40 lestvicah. Leta 2005 je prodaja krščanske glasbe presegla nekatere druge zvrsti kot so klasika, jazz, latino, new age ali filmska glasba. Današnji ameriška imena krščanske glasbe so predvsem Avalon, BarlowGirl, Jeremy Camp, Casting Crowns, Steven Curtis Chapman, David Crowder Band, Diante do Trono, Amy Grant, Natalie Grant, Jars of Clay, MercyMe, Newsboys, Michael W. Smith, Chris Tomlin, Rebecca St. James, Kari Jobe, Third Day, TobyMac, Ana Paula Valadão.

## Slovenija
V Sloveniji segajo začetki v konec 60. let. Takrat je jezuit Franc Cerar izdal pesmarico Zapojmo bratje, ki je postala zelo priljubljena med mladinskimi veroučnimi skupinami. Kmalu so se pojavili ansambli, ki so oblikovali »ritmične maše«. Štiri leta po ameriški prvi plošči, torej 1973, je slovenska glasbena skupina Minores, ki so jo sestavljali minoritski bogoslovci, posnela prvo DRG ploščo. Med pionirje slovenske DRG se uvrščajo še Kamniktiti, Klicarji, Ansambel ljubljanskih bogoslovcev, Divje golobice iz Rakovnika, Dominiki iz Žalca, vokalisti Viharniki iz Ljubljane in Vokalna skupina Gloria. Skupine so se redno srečevale na festivalih, ki so potekali v Mariboru, Kopru, Ljubljani in drugod. Druženje je doseglo višek v skupnih projektih, na primer glasbeni maši "Pesem tisočerih zvonov" in v odrsko scenskem projektu "Ceste". Na slovensko DRG sta na začetku še posebno vplivali italijanski skupini Gen Rosso in Gen Verde. V 90. in 2000. so se uveljavili predvsem Mana, Life Teen, Sašo & Robi, Svetnik, Judita Karba, Marija in Silvester Bukovec, Odkloplen Grega, Trinitas, Bratje kapucini, Nova zapoved in drugi. Med glasbenimi festivali izstopata Ritem Duha v Mariboru in MarijaFest na Ptujski Gori. Med tujimi izvajalci, ki najbolj vplivajo na slovensko DRG, je treba poleg ameriških omeniti vsaj še avstralsko skupino Hillsong United.